# 北城铺镇
北城铺镇，是中华人民共和国甘肃省定西市通渭县下辖的一个乡镇级行政单位。
2017年，甘肃省民政厅批复同意撤销北城铺乡，设立北城铺镇。

## 行政区划
北城铺镇下辖以下地区：
芦鲜村、北城村、西凡村、张家村、石关村、锦鸡村、山庄村、步路村、店儿村、中关村、徐阳村、庄子村、芦中村、王家岔村、魏河村、黄龙村、仁和村、鹿山村和新合村。